# Sergio Martini
Sergio Martini (Lizzanella, 29 de julho de 1949 ) é um alpinista italiano. Foi o oitavo homem no mundo e o segundo italiano após Reinhold Messner a escalar as 14  montanhas com mais de oito mil metros (eight-thousanders)  no período de 1976 a 2000.
Alguns não consideram a validade de sua primeira ascensão do Lhotse realizada em 1998 com Fausto De Stefani (citando que não chegaram ao topo). Martini fez uma nova ascensão do Lhotse em 2000,  vendo validar o cumprimento de todos os catorze picos.